# Johanne-Marie Tremblay
Johanne-Marie Tremblay (* 1950 in Montréal, Kanada) ist eine kanadische Schauspielerin.

## Leben
Tremblay trat seit Ende der 1970er Jahre in kanadischen Film- und Fernsehproduktionen auf. Ihren Durchbruch hatte sie 1989 mit der Rolle der Constance in Denys Arcands Filmdrama Jesus von Montreal. Für diese Leistung erhielt sie bei den Genie Awards 1990 eine Nominierung in der Kategorie Beste Nebendarstellerin. Für ihre Rolle in La Sarrasine erhielt sie 1992 eine weitere Genie-Nominierung in der gleichen Kategorie.
Danach war Tremblay unter anderem in der Fernsehserie Les filles de Caleb und im Kinderfilm Die Schrubber-Gang zu sehen.
2009 übernahm sie eine Nebenrolle in Denis Villeneuves Drama Polytechnique. Im gleichen Jahr spielte sie eine Lehrerin in Xavier Dolans preisgekröntem Regiedebüt I Killed My Mother.

## Filmografie (Auswahl)
- 1978: Terre humaine (Fernsehserie)
- 1988: Portion d’éternité
- 1988: À corps perdu – Besinnungslos (À corps perdu)
- 1989: Jesus von Montreal (Jésus de Montréal)
- 1990: Die Geschichte von der Hexe, die keine war (Pas de répit pour Mélanie)
- 1990: Moody Beach
- 1990: Les filles de Caleb (Fernsehserie, 20 Episoden)
- 1990: Nuits d’Afrique
- 1992: La Sarrasine
- 1992: Die Schrubber-Gang (Tirelire Combines & Cie)
- 1992: La vie fantôme
- 1994: Louis 19, le roi des ondes
- 1994: Le Sorcier (Fernsehserie, 8 Episoden)
- 1998: Begegnung in Venedig (Hasards ou coïncidences)
- 2001: Une jeune fille à la fenêtre
- 2002: Asbestos (Miniserie, 6 Episoden)
- 2003: Die Invasion der Barbaren (Les invasions barbares)
- 2004: Mémoires affectives
- 2004: Nouvelle-France
- 2004: Ma vie en cinémascope
- 2006: Tous les autres, sauf moi
- 2006: Sans elle
- 2007: L’âge des ténèbres
- 2009: Polytechnique
- 2009: I Killed My Mother (J’ai tué ma mère)
- 2010: À l’origine d’un cri
- 2012: Fréquences (Fernsehserie, 11 Episoden)
- 2013: Le démantèlement
- 2013: 1er amour
- 2014: Le règne de la beauté
- 2014–2015: Au secours de Béatrice (Fernsehserie, 3 Episoden)
- 2016: District 31 (Fernsehserie, 4 Episoden)
- 2017: Plan B (Fernsehserie, 2 Episoden)
- 2018: Ville Neuve
- 2019: Menteur